# Metellina curtisi
Metellina curtisi là một loài nhện trong họ Tetragnathidae.
Loài này thuộc chi Metellina. Metellina curtisi được miêu tả năm 1894 bởi McCook.